# Mortal Kombat (1995 score)
Mortal Kombat: Original Motion Picture Score es el álbum de partituras instrumentales publicado para acompañar a la película Mortal Kombat (1995). La música fue compuesta por George S. Clinton con la guitarra de Buckethead y la batería de Brain.
Clinton basó sus temas principales en los tambores taiko japoneses, enfatizando la atmósfera mística de la película y su estilo de influencia asiática. Utilizó la flauta Shakuhachi, didgeridoos y un cantante de garganta tuvano para dar a la película un paisaje musical más exótico que siguiendo las partituras orquestales tradicionales.
En una entrevista de 2015, Clinton dijo,

Para la primera proyección de prueba habían puesto una partitura provisional que era principalmente música de acción orquestal tradicional, y quedó claro que el público objetivo, que estaba acostumbrado a escuchar música tecno a todo volumen durante el juego, no estaba contento con ese enfoque. Así que eso me dio la oportunidad de idear un enfoque que llamé «Techno-Taiko-Orcho». Mi partitura tendría un núcleo tecno con una capa de instrumentos étnicos asiáticos (tambores taiko, shakuhachi, cantante de garganta tuvano) rodeados de una orquesta. Pero no una orquesta normal, sino una Orquesta Testosterona. Sin instrumentos de clave de sol (sin flautas, clarinetes, trompetas, violines, etc.). Sólo 18 violas, 14 violonchelos, seis contrabajos y muchos metales bajos, además de percusión. Era enorme. Cuando los supervisores musicales John Houlihan y Sharon Boyle me presentaron al mago de la guitarra Buckethead, supe que también se convertiría en un elemento importante de mi partitura.

Clinton creó el efecto de sonido que sugiere la presencia de Shang Tsung en la película con un cantante de garganta tuvano que, junto con otros segmentos de esta partitura, se utilizaron ampliamente en otros teasers y tráilers de la película, más notable en Godzilla de Roland Emmerich y la franquicia Destino Final.
El álbum contiene dos temas no utilizados en la película llamados «Farewell» y «Kids». Este último puede escucharse al final de la secuela Mortal Kombat: Aniquilación.

## Recepción
El crítico de Los Angeles Times Kevin Thomas la caracterizó como una partitura «impulsora y dura».

## Lista de canciones
1. "A Taste of Things to Come"
2. "Liu Vs. Sub-Zero" con Buckethead
3. "It Has Begun"
4. "The Garden" con Buckethead
5. "Goro Vs. Art" con Buckethead
6. "Banquet" con Buckethead
7. "Liu Vs. Kitana"
8. "Liu's Dream" con Buckethead
9. "Liu Vs. Reptile" con Buckethead
10. "Stairway"
11. "Goro Goro" con Buckethead
12. "Kidnapped"
13. "Zooom"
14. "Johnny Vs. Scorpion" con Buckethead
15. "Hand and Shadow" con Buckethead
16. "Scorpion and Sub-Zero" con Buckethead
17. "Soul Snatchin'"
18. "On the Beach"
19. "Johnny Cage" con Buckethead
20. "Goro Chase" con Buckethead
21. "Evening Bells"
22. "Monks"
23. "Friends"
24. "Flawless Victory" con Buckethead
25. "Farewell"
26. "Kids"